# Diálogo?
Diálogo? es el nombre del primer álbum de la banda brasileña NX Zero, que fue lanzado en el año 2004 por una discográfica independiente. «Tarde Demais» y «Apenas Um Olhar» fueron los únicos singles del álbum. En este disco, el vocalista de la banda era Yuri Nishida, que fue expulsado de la banda por una pelea interna.

## Canciones
1. «Apenas Um Olhar»
2. «Uma Chance»
3. «Ilegítima Defesa»
4. «Finja Entender»
5. «Ilusão»
6. «Mentiras e Fracassos»
7. «Promessa»
8. «Mudanças»
9. «Diálogo»
10. «Um Outro Caminho»
11. «Tarde Demais»
12. «Gritos do Silêncio»

## Sencillos
- «Tarde Demais» (2004)
- «Apenas Um Olhar» (2004)